# Lutfo Dlamini
Lutfo Ephraim Dlamini (* Juli 1960 in Nkamanzi, Swasiland) ist ein Politiker aus Eswatini.

## Biografie
Dlamini wurde von Premierminister Barnabas Sibusiso Dlamini 1998 als Minister für Unternehmen und Beschäftigung erstmals in eine Regierung berufen und hatte dieses Amt auch unter dessen Nachfolgern Paul Shabangu und Absalom Themba Dlamini sowie erneut Barnabas Dlamini zehn Jahre bis Oktober 2008 inne. In dieser Funktion trat er auch für eine Beibehaltung traditioneller Sitten und Gebräuche ein.
Darüber hinaus ist er Mitglied des Parlaments, wo er den Wahlkreis Ndzingeni vertritt. In dieser Position trat er im Oktober 2008 für die Wahl von Tom Mndzebele, dem ersten blinden Senator im Parlament Eswatinis, ein.
Am 24. Oktober 2008 wurde er von Premierminister Barnabas Dlamini zum Minister für Auswärtige Angelegenheiten und Internationale Kooperation ernannt. In dieser Funktion wurde er von seinen Amtskollegen aus Mosambik und Sambia um die Vermittlung in einem Parteienstreit in Lesotho gebeten.